# Arachis helodes
Arachis helodes là một loài thực vật có hoa trong họ Đậu. Loài này được Krapov. & Rigoni miêu tả khoa học đầu tiên.